# Деян Дуковски
Деян Дуковски (на македонска литературна норма: Дејан Дуковски) е виден драматург от Северна Македония.

## Биография
Роден е в 1969 година в Скопие, тогава в Югославия. Завършва гимназията „Йосип Броз Тито“ и Факултета за драматични изкуства на Скопския университет в 1990 година. В 1993 година е избран за асистент по предмета филмов и телевизионен сценарий във Факултета за драматични изкуства, а от 1996 година е доцент в Катедрата за драматургия. Член е на Македонския ПЕН център.

## Драми
- „Балканска гротеска“ (1988)
- „Последниот балкански вампир“ (1989)
- „Силјан штркот шанца“ (1991)
- „Џинот и седумте џуџиња“ (1991)
- „Балканот не е мртов“ (1992)
- „Буре барут“ (1994)
- „Маме му ебам кој прв почна“ (1996)
- „Другата страна“ (2003)
- „Празен град“ (2007)

## Сценарии за игрални филми
- „Светло сиво“ (1993)
- „Буре барут“ (1995)

## Успехи
По сценария на „Буре барут“ е сниман игрален филм, копродукция на продуцентски къщи от Република Македония, Франция, Германия, Турция, Югославия и Гърция. Филмът участва на известни световни фестивали и ги получава наградите: ФИПРЕСИ – награда от критиката на Фестивала във Венеция (1998); Награда на Европейската асоциация на критиците (Лондон, 1998); Гран-при на Фестивала в Анталия, Турция (1998); Награда „Бронзова камера 300“ на Интернационалния фестивал за филмова камера „Братя Манаки“ (Битола, 1998); Гран-при на Интернационалния филмов фестивал, Хайфа, Израел, 1999.
„Буре барут“ е най-поставяният драматичен текст на Дуковски и е поставян в България, Гърция, Япония, Германия, Хърватия, Дания, Нидерландия, Швеция.
Дуковски е носител на награда за най-добър съвременен драматичен текст на Македонския театрален фестивал „Войдан Чернодрински“ – Прилеп, за „Балканот не е мртов“ (1993) и „Буре барут“ (1995). Също така има Гран-при на Интернационалния театарлен фестивал БИТЕФ за „Маме му ебам кој прв почна“ (Белград, 1997).